# 国际计算机视觉与模式识别会议
国际计算机视觉与模式识别会议（Conference on Computer Vision and Pattern Recognition，CVPR）是一个关于计算机视觉和模式识别的年度会议，該會議被认为是這些领域最重要的会议之一
。国际计算机视觉与模式识别会议于1983年在美國华盛顿特区首次举办。1985年到2010年間，該會議由IEEE計算機學會主办。2011年，該會議還受到了科罗拉多大学科罗拉多斯普林斯分校的赞助。自2012年起，它由IEEE計算機學會和计算机视觉基金会（Computer Vision Foundation）共同赞助，用戶可以通過计算机视觉基金会开放獲取会议论文。